# Hans Rudolf Breitenbach
Hans Rudolf Breitenbach (* 4. Januar 1923 in Solothurn; † 18. Dezember 2013 ebenda) war ein schweizerischer Klassischer Philologe und Gymnasialdirektor. Breitenbach war heimatberechtigt in Basel.

## Lebenslauf
Hans Rudolf Breitenbach war der Sohn des Gymnasialprofessors und Altphilologen Hermann Breitenbach und seiner Frau Hulda Carolina geb. Marxer. Er besuchte das Gymnasium der Kantonsschule Solothurn von 1934 bis 1941. Anschliessend studierte er an der Universität Lausanne zuerst Rechtswissenschaft, wechselte aber im Sommersemester 1942 zur Klassischen Philologie und Geschichte über. Im Oktober 1942 ging er an die Universität Basel, wo er im Herbst 1948 die wissenschaftliche Oberlehrerprüfung und das Doktorexamen ablegte. Seine Dissertation Historiographische Anschauungsformen Xenophons wurde von den Professoren Peter von der Mühll und Bernhard Wyss betreut und erschien 1950 in Freiburg (Schweiz).
Nach der Promotion hielt sich Breitenbach als Postgraduate Student am Corpus Christi College in Oxford auf, was zu dieser Zeit eine Seltenheit war. Hier wurde er von den Professoren Eduard Fraenkel und Felix Jacoby beeinflusst, die während der Zeit des Nationalsozialismus aus Deutschland emigriert waren. Ihnen und den Basler Professoren Peter von der Mühll und Karl Meuli verdankte Breitenbach seine wissenschaftliche Prägung.
Ab 1954 arbeitete Breitenbach als Gymnasialprofessor an der Kantonsschule Solothurn, deren Rektor er 1967 wurde (Ruhestand 1986). Parallel betrieb er seine Habilitation an der Universität Bern, die er 1968 erreichte. Nach vier Jahren als Privatdozent mit Lehrauftrag wurde er zum Honorarprofessor für Alte Geschichte und Historiographie ernannt. Daneben war er seit 1969 16 Jahre lang Mitglied der Eidgenössischen Maturitätskommission, davon zwölf Jahre lang als deren Vizepräsident; ausserdem wirkte er als Schulratspräsident des Lyzeums Zuoz im Kanton Graubünden und als Erziehungsrat des Kantons Solothurn. Er beteiligte sich am Ausbau der Ostschweizerischen Maturitätsschule für Erwachsene und unternahm zahlreiche Reisen in ganz Europa und in Nord- und Südafrika sowie in Südamerika.
In seinem Spezialgebiet, der griechischen Geschichtsschreibung, verfasste er monografische Artikel über den Historiker Xenophon und die Hellenika Oxyrhynchia für Paulys Realencyclopädie der classischen Altertumswissenschaft sowie verschiedene Artikel für den Band 4 und 5 des Kleinen Pauly (Xenophon, Thukydides, Oxyrhynchos: Hellenika). Zuletzt arbeitete er an einem Buch über das neunte Buch des römischen Historikers Livius.

## Veröffentlichungen (Auswahl)
- Historiographische Anschauungsformen Xenophons, Freiburg/Schweiz 1950 (= Dissertation)
- Xenophon von Athen. In: Konrat Ziegler (Hrsg.): Paulys Realencyclopädie der classischen Altertumswissenschaft. 2. Reihe, Band 9.2, Alfred Druckenmüller, Stuttgart 1967, Sp. 1569–2052 (zugleich als Monographie erschienen).